# Обиньи-ан-Ланнуа
Обиньи́-ан-Ланнуа́ (фр. Aubigny-en-Laonnois) — коммуна во Франции, находится в регионе Пикардия. Департамент коммуны — Эна. Входит в состав кантона Гиньикур. Округ коммуны — Лан.
Код INSEE коммуны — 02033.

## Население
Население коммуны на 2010 год составляло 116 человек.
| 1962 | 1968 | 1975 | 1982 | 1990 | 1999 | 2010 |
| ---- | ---- | ---- | ---- | ---- | ---- | ---- |
| 168  | 124  | 85   | 94   | 120  | 114  | 116  |

## Экономика
В 2010 году среди 76 человек трудоспособного возраста (15—64 лет) 61 были экономически активными, 15 — неактивными (показатель активности — 80,3 %, в 1999 году было 71,8 %). Из 61 активных жителей работали 60 человек (34 мужчины и 26 женщин), безработным был 1 мужчина. Среди 15 неактивных 1 человек был учеником или студентом, 8 — пенсионерами, 6 были неактивными по другим причинам.